# Delmer Berg
Einsley Delmer "Del" Berg (20 de diciembre de 1915 - 28 de febrero de 2016) fue un soldado  americano, sindicalista y voluntario del Batallón Abraham Lincoln (the Abraham Lincoln Brigade) durante la guerra civil española. Fue considerado el último superviviente de esta Brigada.

## Biografía
Nacido en Anaheim, California, Berg se entrenó por poco tiempo con la Guardia Nacional en Oregón, antes de partir a España en 1937 para luchar contra el bando del general Franco. Después sirvió en el Ejército Americano durante la Segunda Guerra Mundial. Se hizo miembro del Partido Comunista de los Estados Unidos en un hospital español, mientras se recuperaba de las heridas que la metralla le causó en el hígado. Se mantuvo como comunista activo hasta la última entrevista que concedió en 2014.
Berg, hijo de granjero, creció dedicado a la agricultura. También trabajó en la construcción y la jardinería antes de movilizarse. Fue padre de dos hijos, nacidos de sus dos matrimonios. Trabajó como sindicalista desde los años 50 y, en una entrevista de 2007, contaba cómo se las apañaba para despistar a los agentes del FBI. Se hizo oficial de la National Association for the Advancement of Colored People (NAACP), cuando fue elegido vicepresidente del Condado de Stanislaus (California). Contó que el sheriff racista del condado exigió su dimisión. Como miembro del comité de la Organización de Trabajadores Agrarios (Agricultural Workers Organizing Committee) acudió a una audiencia en Washington D. C. para hablar de las condiciones de vida de los trabajadores agrícolas.
Conforme fallecían sus camaradas del batallón recibía más solicitudes de entrevistas, en las que proporcionaba datos sobre las experiencias de los voluntarios americanos en el frente durante la guerra civil española. En ellas manifestó que su decisión, la de luchar como voluntario en otros países contra el fascismo, tenía para él una fuerte carga simbólica y que fue producto de la inspiración. Desde 2007, Berg residió en Columbia (California). Llegó a centenario en diciembre de 2015 y murió el 28 de febrero de 2016, a los 100 años.